# Oreopanax ischnolobus
Espèce
Statut de conservation UICN

 VU D2 : Vulnérable
Oreopanax ischnolobus est une espèce de plantes à fleurs de la famille des Araliaceae.

## Publication originale
- Repertorium Specierum Novarum Regni Vegetabilis 15: 250. 1918.